# Lista do Patrimônio Mundial na Gâmbia
A Organização das Nações Unidas para a Educação, a Ciência e a Cultura (UNESCO) propôs um plano de proteção aos bens culturais do mundo, através do Comité sobre a Proteção do Património Mundial Cultural e Natural, aprovado em 1972. Esta é uma lista do Patrimônio Mundial existente na Gâmbia, especificamente classificada pela UNESCO e elaborada de acordo com dez principais critérios cujos pontos são julgados por especialistas na área. A Gâmbia, país da África Ocidental, ratificou a convenção em 1 de julho de 1987, tornando seus locais históricos elegíveis para inclusão na lista.
O sítio Ilha James e sítios associados foi o primeiro local da Gâmbia incluído na lista do Patrimônio Mundial da UNESCO por ocasião da 27.ª Sessão do Comitè do Património Mundial, realizada em Paris (França) em 2003. Desde a mais recente adesão à lista, a Gâmbia totaliza 2 sítios classificados como Patrimônio da Humanidade, sendo ambos os locais de classificação Cultural. 

## Bens culturais e naturais
A Gâmbia conta atualmente com os seguintes lugares declarados como Patrimônio da Humanidade pela UNESCO:
| | Ilha James e sítios associados |
| Bem cultural inscrito em 2003. |                                |
| Localização: North Bank |                                |
| A Ilha James e seus sítios correlacionados testemunham as principais épocas e facetas do encontro entre África e Europa ao longo do curso do rio Gâmbia, desde o período anterior à escravidão até a independência do país, passando pela era pré-colonial. O local possui especial interesse histórico por ser um dos cenários do início e posterior abolição do tráfico de escravos e devido ao seu papel como primeira via de acesso ao interior do continente africano. (UNESCO/BPI) |                                |

| | Círculos de Pedra da Senegâmbia |
| Bem cultural inscrito em 2006. |                                 |
| Localização: Central River |                                 |
| Este bem é compartilhado com: Senegal. |                                 |
| O sítio é composto pelos quatro vastos conjuntos megalíticos de Sine Ngayene, Wanar, Wassu e Kerbatch, que têm uma concentração extraordinária de mais de 1.000 monumentos espalhados em uma faixa de 100 km de largura, ao longo de 350 km do curso do rio Gâmbia. Os quatro conjuntos compreendem 93 círculos de pedra e numerosos montes funerários. Alguns deles foram escavados para encontrar materiais que datam do século III até.C século XVI até o século XVI.C. Círculos de pedra compostos por pilares posteriores cuidadosamente trabalhados e montes funerários relacionados compõem uma vasta paisagem sagrada que foi criada ao longo de mais de 1.500 anos. Esta paisagem atesta a existência de uma sociedade próspera dotada de um alto grau de organização, que durou até os séculos. (UNESCO/BPI) |                                 |

## Lista Indicativa
Em adição aos sítios inscritos na Lista do Patrimônio Mundial, os Estados-membros podem manter uma lista de sítios que pretendam nomear para a Lista de Patrimônio Mundial, sendo somente aceitas as candidaturas de locais que já constarem desta lista. Desde 2015, a Gâmbia apresenta 2 locais na sua Lista Indicativa.
| Sítio                                      | Imagem | Localização   | Ano  | Dados UNESCO        | Descrição |
| ------------------------------------------ | ------ | ------------- | ---- | ------------------- | --- |
| Pedreira dos círculos megalíticos de Wassu |        | Central River | 2015 | Cultural: (i)(iii)  | O local da pedreira está localizado em um cume de laterita a leste do local dos círculos de pedra de Wassu. O cume é coberto de relva e outra vegetação que obscurece o afloramento rochoso à distância, mas as pedreiras são fáceis de identificar, tendo sido escavadas a céu aberto para a pedra. A forma mais óbvia é uma pedreira em forma de pilar onde a pedra foi removida e provavelmente acabada. |
| Georgetown Histórica                       |        | Central River | 2015 | Cultural: (iii)(vi) | O bairro histórico da Ilha de Janjangbureh, também conhecido como Antiga Georgetown, abrange duas ruas e imediações da sede regional do governo da província, com cerca de 500 m² de área. O local abriga edifícios históricos e outras relíquias arquitetônicas do período colonial gambiano. |